# Yutaka Demachi
Yutaka Demachi, född 17 februari 1935, är en japansk före detta volleybollspelare.
Demachi blev olympisk bronsmedaljör i volleyboll vid sommarspelen 1964 i Tokyo.